# Pilsdeckchen

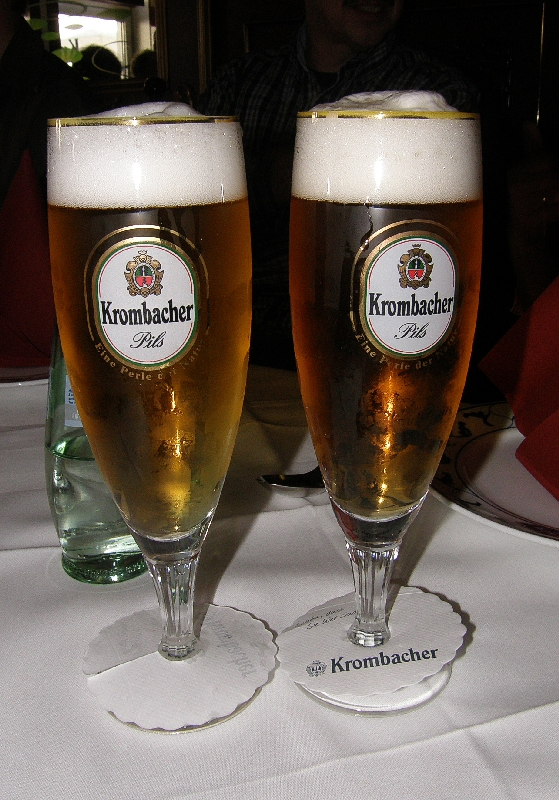
Zwei Krombacher Pilstulpen und Pilsdeckchen. Durch das mit der Aufschrift nach unten gekehrte Pilsdeckchen wird das Radler vom Pils unterschieden.

Ein Pilsdeckchen, auch Bierrosette, Pilsrosette, Bierkragen, Pilskragen, auch Tropfenfänger, ist ein rundes Stück saugfähiges Papier um den Stiel eines Bierglases – meist einer Pilstulpe. Damit wird verhindert, dass herablaufender Schaum und das am kalten Bierglas entstehende Kondenswasser über den Stiel auf die Tischoberfläche laufen.
Bedruckt sind die Pilsdeckchen wie die Bierdeckel in der Regel mit dem Firmenlogo der jeweiligen Brauerei und werden von dieser der Gaststätte zur Verfügung gestellt. Abweichend von der runden Form mit einem Loch in der Mitte und einem Einschnitt zum Auflegen gibt es in seltenen Fällen brauereispezifische Merkmale. Ebenso finden sich Werbeaufdrucke, die nicht auf eine Brauerei verweisen, sondern zur lokalen  Umgebung des Restaurants Bezug haben.